# 포브스

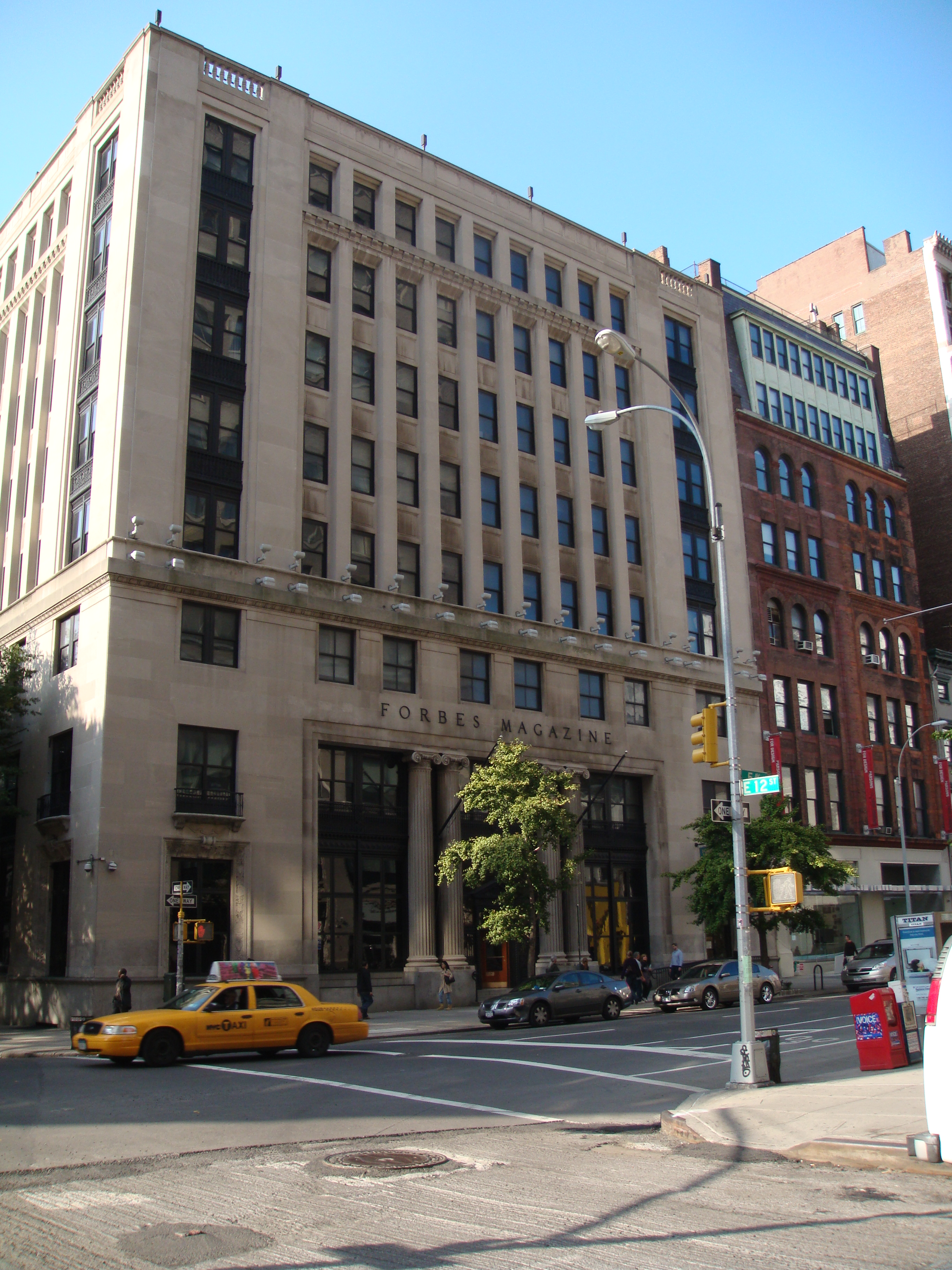
맨해튼 5번가(현재 뉴욕 대학교 소유)에 위치한 포브스의 옛 본사

포브스(Forbes)는 1917년 B. C. 포브스가 창간한 미국의 경제 잡지이다. 2014년부터 홍콩에 기반을 둔 투자 그룹인 인티그레이티드 웨일 미디어 인베스트먼트가 소유하고 있다. 회장 겸 편집장은 스티브 포브스이다. 본사는 저지시티에 있다. 셰리 필립스는 2025년 1월 1일부로 포브스의 현 CEO이다.
연 8회 발행되는 포브스는 금융, 산업, 투자, 마케팅 분야의 기사를 다룬다. 또한 기술, 통신, 과학, 정치, 법률과 같은 관련 주제도 보도한다. 아시아판과 더불어 전 세계 27개 국가 및 지역에서 라이선스를 받아 발행되는 판도 있다. 이 잡지는 가장 부유한 미국인 목록(포브스 400), 30세 미만의 주목할 만한 인물 30명 목록(포브스 30 언더 30), 미국에서 가장 부유한 유명인사 목록, 세계 상위 기업 목록(포브스 글로벌 2000), 세계에서 가장 영향력 있는 인물 목록, 세계 억만장자 목록을 포함한 목록 및 순위로 유명하다. 포브스 잡지의 모토는 "세상을 바꾸다"이다.

## 회사 역사

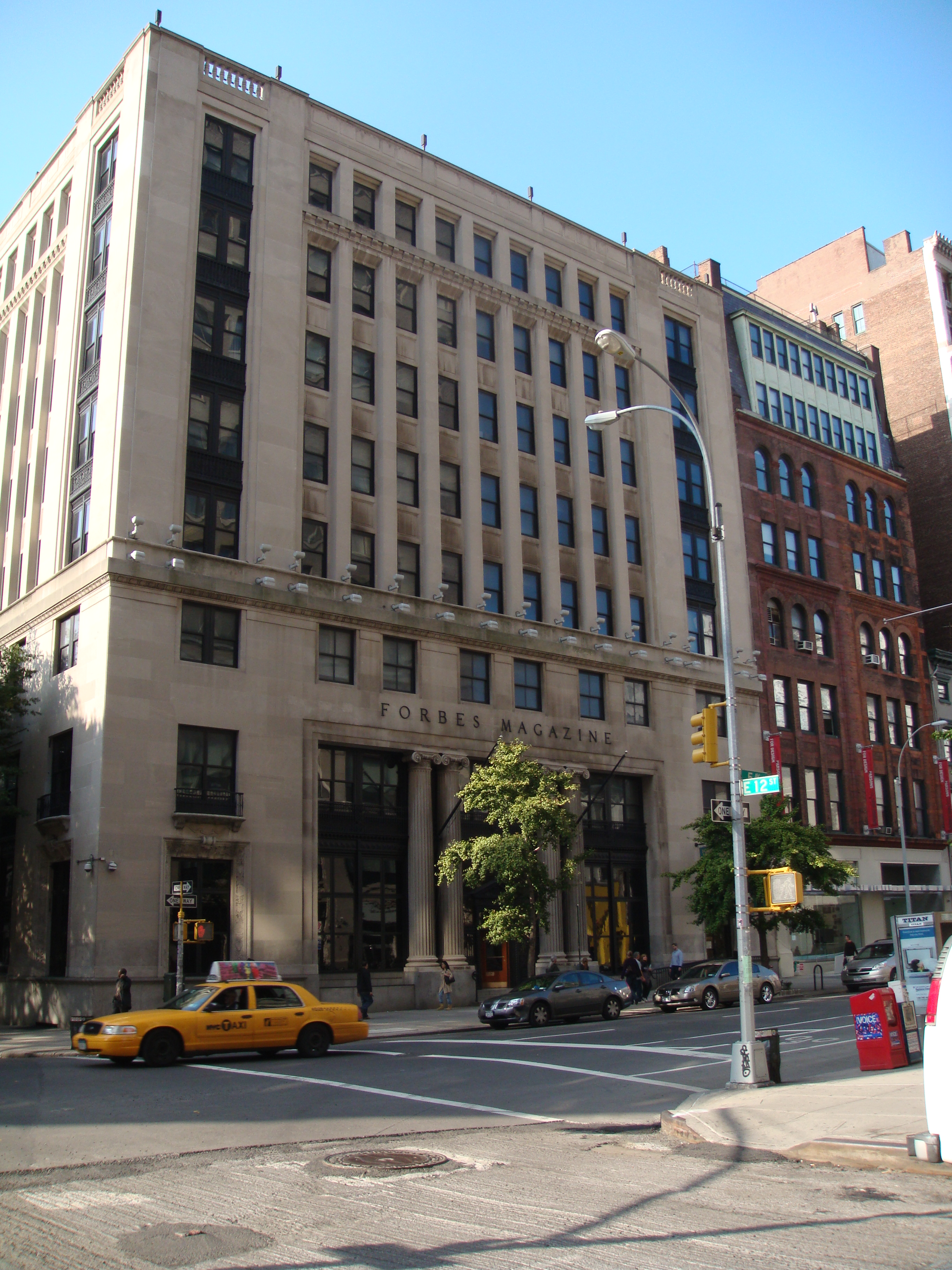
뉴욕시 5번가에 위치한 포브스 건물. 맨해튼의 옛 포브스 본사 (현재 뉴욕 대학교 소유)

윌리엄 랜돌프 허스트 신문의 금융 칼럼니스트인 B. C. 포브스와 그의 파트너이자 월스트리트 잡지의 총괄 매니저인 월터 드레이는 1917년 9월 15일 포브스 잡지를 창간했다. 포브스는 자금과 이름을 제공했고 드레이는 출판 전문 지식을 제공했다. 잡지의 원래 이름은 포브스: 행동가와 행동에 헌신하다였다. 드레이는 B. C. 포브스 출판사의 부사장이 되었고, B. C. 포브스는 1954년 사망할 때까지 편집장직을 맡았다. B. C. 포브스는 만년에 두 아들인 브루스 찰스 포브스(1916–1964)와 말콤 포브스(1919–1990)의 도움을 받았다.
브루스 포브스는 아버지의 사망 후 뒤를 이어받았으며, 그의 강점은 운영을 간소화하고 마케팅을 개발하는 데 있었다. 1954년부터 1964년까지 그의 재임 기간 동안 잡지의 발행 부수는 거의 두 배로 증가했다.
브루스 사망 후, 그의 동생 말콤 포브스는 포브스의 사장 겸 최고경영자(CEO)가 되었고, 포브스 잡지의 편집장도 맡았다. 1961년부터 1999년까지 이 잡지는 제임스 마이클스가 편집했다. 1993년 마이클스 휘하의 포브스는 내셔널 매거진 어워드 최종 후보에 올랐다. 2006년 보노를 포함한 투자 그룹 엘리베이션 파트너스는 포브스 미디어 LLC라는 새로운 회사를 통해 회사에 소수 지분을 인수했으며, 이 회사는 포브스 잡지와 Forbes.com 및 기타 미디어 자산을 포함한다. 2009년 뉴욕 타임스 보도에 따르면, "기업의 40%가 3억 달러에 팔렸다고 보고되었으며, 기업 가치는 7억 5천만 달러로 책정되었다." 3년 후, 애드미디어 파트너스의 마크 M. 에드미스턴은 "지금은 아마 그 절반도 안 될 것"이라고 언급했다. 이후 가격은 2억 6천 4백만 달러로 밝혀졌다.
2021년 포브스 미디어는 수익이 34% 증가한 1억 6,500만 달러를 기록하며 흑자 전환했다고 보고했다. 매출 성장의 대부분은 전년 대비 83% 증가한 포브스의 소비자 사업에 기인한다. CEO 마이크 페덜리는 포브스가 1억 5천만 명의 소비자와 함께하는 오디언스와 사업 규모를 기반으로 한다고 말한다.

### 본사 매각
2010년 1월, 포브스는 맨해튼 5번가에 위치한 본사 건물을 뉴욕 대학교에 매각하기로 합의했다. 거래 조건은 공개되지 않았지만, 포브스는 5년간 판매 후 리스백 계약에 따라 해당 공간을 계속 사용할 예정이었다. 회사의 본사는 2014년 저지시티의 뉴포트 지역으로 이전했다.

### 인티그레이티드 웨일 미디어에 매각 (51% 지분)
2013년 11월, 포브스 잡지를 발행하는 포브스 미디어가 매물로 나왔다. 이는 소수 주주인 엘리베이션 파트너스의 권유에 따른 것이었다. 도이체 방크가 준비한 매각 문서에 따르면, 출판사의 2012년 이자, 세금, 감가상각 전 영업 이익은 1,500만 달러였다. 포브스는 4억 달러를 요구했다고 보도되었다. 2014년 7월, 포브스 가문은 엘리베이션의 지분을 매입했고, 이어서 홍콩에 기반을 둔 투자 그룹인 인티그레이티드 웨일 미디어 인베스트먼트가 회사 지분의 51%를 인수했다.
2017년, 아시아 소사이어티의 선임 연구원인 이삭 스톤 피시(Isaac Stone Fish)는 워싱턴 포스트에 "그 인수 이후, 중국과 관련된 기사에 대한 편집적 간섭 사례가 여러 번 있었으며, 이는 포브스 잡지의 편집 독립성 약속에 대한 의문을 제기한다"고 썼다.

### 실패한 SPAC 합병 및 매각
2021년 8월 26일, 포브스는 마그눔 오퍼스 인수(Magnum Opus Acquisition)라는 기업인수목적회사와의 합병을 통해 상장할 계획을 발표했으며, 뉴욕 증권 거래소에서 FRBS로 거래될 예정이었다. 2022년 2월, 암호화폐 거래소인 바이낸스가 SPAC 기업공개 결과로 포브스에 2억 달러의 지분을 인수할 것이라고 발표되었다. 2022년 6월, 회사는 불리한 시장 상황을 이유로 SPAC 합병을 종료했다.
2022년 8월, 회사는 사업 매각을 검토하고 있다고 발표했다. 2023년 5월, 루미나르 테크놀로지스(Luminar Technologies)의 설립자인 억만장자 오스틴 러셀이 회사를 8억 달러로 평가하는 거래에서 82%의 지분을 인수하기로 합의했다고 발표되었다. 그의 다수 지분은 이전에 인티그레이티드 웨일 미디어에 매각되지 않은 포브스 가문이 소유한 회사 잔여 부분을 포함할 예정이었다. 이 거래는 미국 외국인 투자 심의 위원회의 조사를 받았다. 러셀은 러시아 사업가 마고메드 무사예프가 거래에 관여했다는 보도를 부인했다. 2023년 11월, 러셀이 필요한 자금을 조달하지 못하면서 거래는 무산되었다.

## 다른 출판물
포브스와 라이프스타일 보충제인 포브스 라이프 외에도, 이 잡지는 69개국을 다루는 42개의 국제판을 가지고 있다.
- 포브스 아프리카
- 포브스 아프리카 (프랑스어권 아프리카)
- 포브스 아프리카 루소포나 (포르투갈어권 아프리카)
- 포브스 아르헨티나
- 포브스 오스트레일리아
- 포브스 오스트리아
- 포브스 벨기에
- 포브스 브라질
- 포브스 불가리아
- 포브스 중앙 아메리카
- 포브스 칠레
- 포브스 중국
- 포브스 콜롬비아
- 포브스 키프로스
- 포브스 체코 공화국
- 포브스 도미니카 공화국
- 포브스 에콰도르
- 포브스 스페인어판
- 포브스 스페인
- 포브스 프랑스
- 포브스 조지아
- 포브스 그리스
- 포브스 헝가리
- 포브스 인도
- 포브스 이스라엘
- 포브스 이탈리아
- 포브스 일본
- 포브스 카자흐스탄
- 포브스 코리아
- 포브스 멕시코
- 포브스 중동
- 포브스 파라과이[36]
- 포브스 페루
- 포브스 폴란드
- 포브스 포르투갈
- 포브스 루마니아
- 포브스 슬로바키아
- 포브스 세르비아
- 포브스 스위스
- 포브스 태국
- 포브스 우크라이나
- 포브스 우루과이
- 포브스 베트남

### 발행 중단
- 포브스 발트해
- 포브스 에스토니아
- 포브스 인도네시아
- 포브스 라트비아
- 포브스 리투아니아
- 포브스 모나코
- 포브스 러시아

회장/편집장 스티브 포브스와 그의 잡지 작가들은 주간 폭스 TV 프로그램 포브스 온 폭스와 포브스 온 라디오에서 투자 조언을 제공한다. 다른 회사 그룹으로는 포브스 콘퍼런스 그룹, 포브스 투자 자문 그룹 및 포브스 커스텀 미디어가 있다. 2009년 타임스 보도에 따르면, "스티브 포브스는 최근 포브스 인도판 개설을 위해 인도를 방문했으며, 이로써 해외판 수는 10개로 늘어났다." 또한 그 해 회사는 스티브 포브스의 딸 모이라 포브스가 발행하는 계간 잡지 포브스우먼(ForbesWoman)과 그에 대한 웹사이트를 발행하기 시작했다.
이 회사는 과거 American Legacy 잡지를 합작 투자 형태로 발행했으나, 이 잡지는 2007년 5월 14일 포브스에서 분리되었다.
이 회사는 또한 과거 아메리칸 헤리티지와 인벤션 & 테크놀로지 잡지를 발행했다. 구매자를 찾지 못한 포브스는 2007년 5월 17일부로 이 두 잡지의 발행을 중단했다. 두 잡지는 아메리칸 헤리티지 퍼블리싱 컴퍼니에 인수되었고 2008년 봄부터 발행을 재개했다. 포브스는 2009년부터 포브스 트래블 가이드를 발행하고 있다.
2013년, 포브스는 애쉬포드 대학교(Ashford University)에 브랜드를 라이선스하고, 포브스 경영 및 기술 대학 설립을 지원했다. CEO 마이크 페덜리는 2018년에 "우리의 라이선스 사업은 거의 순수한 이익 사업이다. 왜냐하면 그것은 연간 연금이기 때문이다"라고 말하며 라이선싱을 정당화했다. 포브스는 제한된 호수에 학교에 대한 제한적인 홍보를 할 것이다. 포브스는 학교를 공식적으로 지지한 적은 없다.
2014년 1월 6일, 포브스 잡지는 앱 개발사인 마즈(Maz)와 협력하여 "스트림"이라는 소셜 네트워킹 앱을 출시한다고 발표했다. 스트림은 포브스 독자들이 시각 콘텐츠를 다른 독자들과 저장하고 공유하며, 앱 내에서 포브스 잡지와 Forbes.com의 콘텐츠를 발견할 수 있게 한다.

## Forbes.com
데이비드 처벅은 1996년에 포브스의 웹사이트를 설립했다. 이 사이트는 1998년 뉴 리퍼블릭의 스티븐 글래스의 언론 사기를 폭로하여 인터넷 저널리즘에 대한 관심을 불러일으켰다. 2010년 토요타 자동차 급발진 의혹에 대한 미디어 보도가 한창일 때, 이 사이트는 캘리포니아의 "폭주 프리우스"가 조작임을 폭로했으며, 마이클 푸멘토(Michael Fumento)가 작성한 토요타 자동차 문제에 대한 미디어 전반의 전제를 반박하는 5개의 다른 기사를 게재했다. 이 웹사이트는 (잡지와 마찬가지로) 억만장자와 그들의 소유물, 특히 부동산에 초점을 맞춘 목록을 발행한다.
Forbes.com은 포브스 미디어 LLC의 부문인 포브스 디지털의 일부이다. 포브스의 자산에는 리얼클리어폴리틱스의 일부가 포함된다. 이 사이트들은 함께 매달 2,700만 명 이상의 순방문자를 기록한다. Forbes.com은 "세계 비즈니스 리더들의 홈페이지"라는 슬로건을 사용하며, 2006년에는 세계에서 가장 많이 방문하는 비즈니스 웹사이트라고 주장했다. 2009년 타임스 보고서에 따르면, "트래픽 기준 상위 5대 금융 사이트 중 하나[로] 연간 7천만~8천만 달러의 수익을 올리는 것으로 추정되지만, 공모는 기대했던 만큼 이루어지지 않았다"고 한다.
Forbes.com은 광범위한 프리랜서("기여자")가 웹사이트에 직접 기사를 작성하고 게시하는 기여자 네트워크를 사용한다. 기여자들은 각자의 Forbes.com 페이지 트래픽에 따라 보수를 받는다. 회사에 따르면 이 사이트는 2,500명 이상의 개인으로부터 기여를 받았으며, 일부 기여자들은 10만 달러 이상을 벌었다. 이 기여자 시스템은 "페이-투-플레이 저널리즘"과 홍보 자료를 뉴스로 재포장하는 것을 가능하게 한다는 비판을 받았다. 포브스는 현재 BrandVoice라는 프로그램을 통해 광고주가 일반 편집 콘텐츠와 함께 웹사이트에 블로그 게시물을 게시할 수 있도록 허용하고 있으며, 이는 디지털 수익의 10% 이상을 차지한다. 2018년 7월, 포브스는 도서관을 폐쇄하고 아마존이 그 자리에 서점을 열어야 한다고 주장한 기고자의 기사를 삭제했다.
2019년 현재, 이 회사는 매일 100개의 기사를 발행하고 있으며, 3,000명의 외부 기여자들은 거의 또는 전혀 보수를 받지 못하고 있다. 이 비즈니스 모델은 2010년부터 시행되었으며, 미주리 대학교 저널리즘 스쿨의 디지털 편집 및 제작 분야 나이트 체어인 데이먼 키스(Damon Kiesow)에 따르면 "존경받는 비즈니스 출판사에서 콘텐츠 농장으로 명성을 바꾸었다"고 한다. 마찬가지로 하버드 대학교의 니먼 랩은 2022년 현재 포브스를 "사기, 사기꾼, 나쁜 저널리즘의 플랫폼"으로 간주했다.
2017년, 웹사이트는 광고 차단 소프트웨어를 사용하는 인터넷 사용자가 기사에 접속하는 것을 차단하고, 접속 권한을 얻기 전에 웹사이트를 광고 차단 소프트웨어의 화이트리스트에 추가할 것을 요구했다. 포브스는 광고 차단 소프트웨어를 사용하는 고객이 사이트 수익에 기여하지 않기 때문에 이러한 조치를 취한다고 주장했다. 포브스 사이트에서 멀웨어 공격이 발생한 것으로 알려졌다.
포브스는 2020년 웹비 피플스 보이스 어워드 비즈니스 블로그/웹사이트를 수상했다.

## 포브스8
2019년 11월, 포브스는 저명한 기업가들을 조명하고 비즈니스 팁을 공유하는 스트리밍 웹 플랫폼 포브스8을 출시했다. 2020년, 이 네트워크는 포브스 랩 멘토스(Forbes Rap Mentors), 드라이븐 어게인스트 더 오즈(Driven Against the Odds), 인디 네이션(Indie Nation), 타이탄스 온 더 록스(Titans on the Rocks)를 포함한 여러 다큐멘터리 시리즈의 출시를 발표했다.

## 한국판
포브스 한국판의 정식 명칭은 포브스 코리아(Forbes Korea)이며 중앙일보S가 발행한다. 2003년 2월, 중앙일보 포브스가 발행하여 창간했으며, 2005년 1월에 중앙일보S에 흡수된 월간지이다.

### 밈
한국에는 '포브스 선정' 드립이 존재한다. 당장 유튜브에 한국어로 포브스라고 치면 '포브스 선정'이라는 글이 들어간 관련 검색어들을 어렵지 않게 찾아볼 수 있다. 유형은 거의 '포브스 선정 ??? 1위' 이런 식인데 포브스에서는 선정할 일이 없는 주제들을 넣는게 대부분이다. 이 밈에 대해 포브스 코리아 측은 매우 긍정적으로 바라보고 있으며 포브스 선정 가장 노꼴인 작가 - 미즈류 케이에서는 '저희는 이런 선정을 하지 않았습니다' 라고 댓글을 달았다.

## 같이 보기
- 포브스 30 언더 30
- 포브스 400
- 포브스 글로벌 2000
- 세계 부자 순위

## 참고 문헌
- Forbes, Malcolm S. (1974) Fact and Comment Knopf, New York, ISBN 0-394-49187-4; twenty-five years of the editor's columns from Forbes
- Grunwald, Edgar A. (1988) The Business Press Editor New York University Press, New York, ISBN 0-8147-3016-7
- Holliday, Karen Kahler (1987)A Content Analysis of Business Week, Forbes and Fortune from 1966–1986 Masters of Journalism thesis from Louisiana State University, Baton Rouge, 69 pages, OCLC 18772376, available on microfilm
- Kohlmeier, Louis M.; Udell, Jon G. and Anderson, Laird B. (eds.) (1981) Reporting on Business and the Economy Prentice-Hall, Englewood Cliffs, New Jersey, ISBN 0-13-773879-X
- Kurtz, Howard (2000) The Fortune Tellers: Inside Wall Street's Game of Money, Media, and Manipulation Free Press, New York, ISBN 0-684-86879-2
- Pinkerson, Stewart (2011). 《The Fall of the House of Forbes: The Inside Story of the Collapse of a Media Empire》. New York City: St. Martin's Press. ISBN 0312658591.
- Tebbel, John William and Zuckerman, Mary Ellen (1991) The Magazine in America, 1741–1990 Oxford University Press, New York, ISBN 0-19-505127-0
- Parsons, D. W. (1989) The Power of the Financial Press: Journalism and Economic Opinion in Britain and America Rutgers University Press, New Jersey, ISBN 0-8135-1497-5